# Lista de estados soberanos e territórios dependentes na Europa por PIB (PPP)

Mapa da Europa com seus limites Geográficos

A Europa compreende a porção mais ocidental da massa continental da Eurásia. Os limites da Europa são ao norte com o Oceano Ártico, no oeste com o Oceano Atlântico, ao sul com o Mar Mediterrâneo e a leste com a Ásia.   
A divisa da Europa com a Ásia é definida pelos Montes Urais, pelo Rio Ural, pelo Mar Cáspio, pelas montanhas do Cáucaso, pelo  Mar Negro e  pelos Estreitos de Bósforo e Dardanelos e o Mar de Mármara.  Embora a Europa pertença a Eurásia é quase sempre reconhecida como seu próprio continente devido ao peso da sua história e tradições que a distinguem da Ásia.
Politicamente, a Europa está dividida em 48 estados soberanos (49 se considerar o Chipre),  6 territórios (Ilha Man, Jersey, Guernsey, Ilhas Feroe, Gibraltar e Svalbard) e Kalinigrado, enclave que pertence a Rússia situado entre Polônia e Lituânia. A Rússia é o maior e mais populoso, abrangendo 39% do continente e compreendendo a 15% de sua população.  A Europa tem uma população total de cerca de 735 milhões de habitantes(cerca de 10% da população mundial) em 2025.
A lista classifica os países e territórios não soberanos europeus pelo seu produto interno bruto em dólares pelo paridade de poder de compra (PPC), de acordo com  as estimativas do Fundo Monetário Internacional para 2025, do World Economics Reaserch para 2025 e do Banco Mundial em 2023 consultado na página Knoema.com. A estimativa da população é de acordo com as projeções da World Population Review que tem como referência as estimativas e projeções das Nações Unidas em 2025. 
Mapa da Europa, mostrando as fronteiras geográficas mais utilizadas
(legenda:
azul = países transcontinentais• verde = países historicamente europeus, mas fora das fronteiras europeias). 
Na lista principal somente foi incluído a parte européia dos território, da população e do PIB dos países transcontinentais, como a Rússia, a Turquia e o Cazaquistão, que tem parte do território na Europa e parte na Ásia. A Geórgia e a Arménia  estão na lista por serem culturalmente associados a cultura europeia apesar de estarem localizados praticamente na Ásia (quase a totalidade dos seus territórios está localizado ao Sul das montanhas do Cáucaso). O Chipre, geograficamente, também está no continente asiático, mas como pertence à União Européia desde 2004, integrando o bloco econômico europeu e o Mercado comum Europeu foi incluído na lista europeia. Na segunda lista incluímos os países transcontinentais com a seu PIB em PPC, população e território completo.   

## Lista de Países da Europa por Produto Interno Bruto
| Ranque | Países ou Territórios           | PIB milhões U$ (PPC) | PIB per Capta em U$ (PPC) | População   | Área       | Ano  | Ref.          |
| ------ | ------------------------------- | -------------------- | ------------------------- | ----------- | ---------- | ---- | ------------- |
| 39     | Albânia                         | 67 900               | 24 319                    | 2 792 000   | 28 703     | 2025 | [ 2 ]         |
| 1      | Alemanha                        | 6 170 000            | 72 972                    | 84 553 000  | 357 582    | 2025 | [ 3 ]         |
| 51     | Andorra                         | 6 160                | 75 122                    | 82 000      | 468        | 2025 | [ 2 ]         |
| 33     | Arménia                         | 92 280               | 31 029                    | 2 974 000   | 29 743     | 2025 | [ 2 ]         |
| 16     | Áustria                         | 686 440              | 75 259                    | 9 121 000   | 83 883     | 2025 | [ 3 ]         |
| 12     | Bélgica                         | 915 030              | 77 948                    | 11 739 000  | 30 528     | 2025 | [ 2 ]         |
| 24     | Bielorrússia                    | 363 610              | 40 147                    | 9 057 000   | 207 600    | 2025 | [ 2 ]         |
| 35     | Bósnia e Herzegovina            | 88 900               | 28 117                    | 3 165 000   | 51 129     | 2025 | [ 2 ]         |
| 25     | Bulgária                        | 291 550              | 43 141                    | 6 758 000   | 111 036    | 2025 | [ 2 ]         |
| 37     | Cazaquistão europeu             | 82 485               | 110 127                   | 749 000     | 148 000    | 2024 | [ 4 ] [ 5 ]   |
| 17     | Chéquia                         | 645 540              | 60 129                    | 10 736 000  | 78 870     | 2025 | [ 3 ]         |
| 36     | Chipre                          | 84 652               | 62 290                    | 1 359 000   | 9 251      | 2025 | [ 6 ]         |
| 28     | Croácia                         | 218 210              | 56 298                    | 3 876 000   | 56 594     | 2025 | [ 2 ]         |
| 20     | Dinamarca                       | 514 050              | 85 990                    | 5 978 000   | 42 947     | 2025 | [ 3 ]         |
| 26     | Eslováquia                      | 261 252              | 47 440                    | 5 507 000   | 49 034     | 2025 | [ 6 ]         |
| 31     | Eslovênia                       | 129 560              | 61 142                    | 2 119 700   | 20 271     | 2025 | [ 2 ]         |
| 6      | Espanha                         | 2 852 150            | 59 530                    | 47 911 000  | 505 983    | 2025 | [ 2 ]         |
| 38     | Estónia                         | 71 000               | 52 168                    | 1 361 000   | 45 336     | 2025 | [ 2 ]         |
| 23     | Finlândia                       | 376 799              | 67 070                    | 5 618 000   | 338 462    | 2025 | [ 6 ]         |
| 3      | França                          | 4 502 705            | 67 660                    | 66 549 000  | 543 941    | 2025 | [ 6 ]         |
| 30     | Geórgia                         | 142 180              | 37 337                    | 3 808 000   | 69 700     | 2025 | [ 2 ]         |
| 54     | Gibraltar ( Reino Unidos)       | 2 981                | 93 156                    | 32 000      | 7          | 2023 | [ 7 ]         |
| 52     | Guernsey ( Reino Unido)         | 4 496                | 69 168                    | 65 000      | 78         | 2023 | [ 8 ]         |
| 22     | Grécia                          | 481 360              | 47 906                    | 10 048 000  | 132 049    | 2025 | [ 2 ]         |
| 21     | Hungria                         | 503 920              | 52 074                    | 9 677 000   | 93 023     | 2025 | [ 6 ]         |
| 49     | Ilha de Man ( Reino Unido)      | 8 016                | 94 300                    | 94 300      | 572        | 2021 | [ 9 ]         |
| 53     | Ilhas Feroé ( Dinamarca)        | 4 016                | 71 718                    | 56 000      | 1 399      | 2023 | [ 9 ]         |
| 15     | Irlanda                         | 720 310              | 137 045                   | 5 025 600   | 68 466     | 2025 | [ 3 ]         |
| 45     | Islândia                        | 31 646               | 80 320                    | 394 000     | 103 000    | 2025 | [ 6 ]         |
| 5      | Itália                          | 3 796 380            | 63 974                    | 59 343 000  | 302 073    | 2025 | [ 2 ]         |
| 48     | Jersey ( Reino Unido)           | 8 387                | 80 645                    | 104 000     | 116        | 2023 | [ 10 ]        |
| 43     | Kaliningrado ( Rússia)          | 31 983               | 30 932                    | 1 034 000   | 15 125     | 2022 | [ 11 ] [ 12 ] |
| 44     | Kosovo                          | 31 470               | 19 637                    | 1 602 600   | 10 905     | 2025 | [ 3 ]         |
| 34     | Letónia                         | 89 320               | 47 714                    | 1 872 000   | 62 200     | 2025 | [ 2 ]         |
| 50     | Liechtenstein                   | 7 456                | 186 400                   | 40 000      | 161        | 2022 | [ 9 ]         |
| 29     | Lituânia                        | 168 710              | 58 990                    | 2 860 000   | 65 286     | 2025 | [ 2 ]         |
| 32     | Luxemburgo                      | 106 510              | 158 262                   | 673 000     | 2 586      | 2025 | [ 3 ]         |
| 40     | Macedônia do Norte              | 61 210               | 33 577                    | 1 823 000   | 25 436     | 2025 | [ 2 ]         |
| 42     | Malta                           | 44 140               | 81 741                    | 540 000     | 316        | 2025 | [ 2 ]         |
| 41     | Moldávia                        | 60 427               | 19 910                    | 3 035 000   | 33 843     | 2025 | [ 6 ]         |
| 47     | Mónaco                          | 10 007               | 256 581                   | 39 000      | 2          | 2023 | [ 9 ]         |
| 46     | Montenegro                      | 21 483               | 33 620                    | 639 000     | 13 888     | 2025 | [ 6 ]         |
| 18     | Noruega                         | 597 420              | 107 103                   | 5 578 000   | 385 178    | 2025 | [ 3 ]         |
| 8      | Países Baixos                   | 1 527 955            | 83 820                    | 18 229 000  | 41 526     | 2025 | [ 6 ]         |
| 7      | Polónia                         | 2 100 430            | 54 500                    | 38 540 000  | 311 895    | 2025 | [ 6 ]         |
| 19     | Portugal                        | 541 170              | 51 906                    | 10 426 000  | 92 225     | 2025 | [ 2 ]         |
| 4      | Reino Unido                     | 4 451 169            | 64 380                    | 69 139 000  | 242 500    | 2025 | [ 6 ]         |
| 10     | Roménia                         | 1 037 300            | 54 549                    | 19 016 000  | 238 397    | 2025 | [ 2 ]         |
| 2      | Rússia europeia                 | 5 032 308            | 45 976                    | 109 455 000 | 3 995 200  | 2022 | [ 11 ]        |
| 55     | San Marino                      | 2 840                | 83 529                    | 34 000      | 61         | 2025 | [ 3 ]         |
| 27     | Sérvia                          | 255 890              | 37 983                    | 6 737 000   | 77 589     | 2025 | [ 2 ]         |
| 14     | Suécia                          | 795 880              | 75 033                    | 10 607 000  | 447 425    | 2025 | [ 3 ]         |
| 13     | Suíça                           | 878 170              | 98 427                    | 8 922 000   | 41 290     | 2025 | [ 3 ]         |
| 56     | Svalbard e Jan Mayen ( Noruega) | 217                  | 83 462                    | 2 600       | 62 049     | 2021 | [ 13 ]        |
| 9      | Turquia europeia                | 1 082 442            | 98 431                    | 10 997 000  | 24 951     | 2022 | [ 14 ] [ 15 ] |
| 11     | Ucrânia                         | 919 100              | 24 276                    | 37 861 000  | 603 549    | 2025 | [ 2 ]         |
| 57     | Vaticano                        | 21                   | 42 000                    | 500         | 0,5        | 2023 | [ 16 ]        |
|        | Europa                          | 43 979 083           | 60 198                    | 730 573 700 | 10 257 581 |      |               |

Abaixo segue a lista dos países que possuem território na Europa e na Ásia com o total da sua economia.  

## Lista dos Países Eurasianos (Transcontinentais)
| Ranque | Países Transcontinentais | PIB milhões US (PPC) | PIB Per CapitaPPC US | População   | Área       | Ano  | Ref.  |
| ------ | ------------------------ | -------------------- | -------------------- | ----------- | ---------- | ---- | ----- |
| 4      | Azerbaijão               | 337 800              | 32 487               | 10 398 000  | 86 600     | 2025 | [ 2 ] |
| 3      | Cazaquistão              | 1 042 480            | 50 014               | 20 843 800  | 2 724 902  | 2025 | [ 2 ] |
| 1      | Rússia                   | 7 687 970            | 52 603               | 146 151 000 | 17 083 084 | 2025 | [ 2 ] |
| 2      | Turquia                  | 4 035 290            | 46 178               | 87 385 400  | 783 562    | 2025 | [ 2 ] |